# Контракс
„Контракс“ АД (с регистрирана търговска марка KONTRAX) е българска компания, създадена през 1992 г., с основна икономическа дейност – търговия на дребно с компютри, периферни устройства за тях и програмни продукти, както и други допълнителни дейности в областта на информационните технологии. Седалището на фирмата е разположено в град София.